# سام هاچینسون
سام هاچینسون (به انگلیسی: Sam Hutchinson) (زاده ۳ آگوست ۱۹۸۹) بازیکن فوتبال تیم ملی زیر ۱۸ سال و زیر ۱۹ سال انگلستان است، که به عنوان بازیکن چلسی در لیگ برتر انگلستان بازی می‌کند.
وی اولین بازی خود را در لیگ برتر انگلستان در مه ۲۰۰۷ میلادی برای باشگاه چلسی انجام داد.